# Gaúcha do Norte
Gaúcha do Norte est une municipalité brésilienne située dans l'État du Mato Grosso.